# Impericon Never Say Die! Tour
Die Impericon Never Say Die! Club Tour ist eine seit 2007 jährlich stattfindende Europa-Tour für Bands aus den Bereichen Metalcore, Deathcore, Post-Hardcore, Emocore und dem Hardcore-Punk. Vergleichen lässt sich NSD mit der Vans Warped Tour. Gesponsert wird diese Europa-Tour durch ihren Namensgeber Impericon (bis Mitte 2011 Imperial Clothing).
Die Zuschauerzahlen von einzelnen Konzerten variieren, da die Locations unterschiedlich groß sind. Bekannte Locations, die bereits von der Never Say Die! Tour gebucht wurden, sind Markthalle Hamburg, Werk II, Schlachthof Wiesbaden, SO36, Conne Island, Turbinenhalle Oberhausen, Große Freiheit (Deutschland), Kulturfabrik (Luxemburg), Dürer Kert (Ungarn), Rohstofflager (Schweiz) und Arena Wien (Österreich).
Die Never Say Die! Tour findet immer in den letzten Monaten eines Jahres, meistens im Oktober und November, statt. Am 12. Juni 2011 fand im Exzellenzhaus in Trier ein Open-Air-Konzert unter dem Namen „Never Say Die!“ statt. Headliner waren Parkway Drive, Madball und Comeback Kid. Unterstützt wurden die Bands von Deez Nuts, Shai Hulud, Protest the Hero, Adept, We Set the Sun und The Haverbrook Disaster. 2012 trat mit At Dawn We Rage erstmals ein Künstler auf, welcher Dubstep spielt.
Die Agentur hinter der Tour ist Avocado Booking.

## Tour
Die Never Say Die! Tour umfasst zwischen 20 und 25 Konzerte in Europa, wobei der Schwerpunkt der Konzertreise auf Deutschland und dem Vereinigten Königreich liegt. Allerdings finden auch einzelne Konzerte in den Benelux-Staaten, Österreich, der Schweiz, Italien, in Polen und in Tschechien statt.
Die Veranstaltungen finden in den bekannteren Konzerthallen statt, die meist für 1000 bis 2000 Besuchern ausgelegt sind. In manchen Städten findet nach dem eigentlichen Konzert eine „After-Show-Party“ statt. Bisher fand die Never Say Die! Tour lediglich auf europäischen Boden statt, ähnlich organisierte Konzertreisen wie die Warped Tour hingegen hatte bereits Shows in Nordamerika (hauptsächlich in den USA) und dem Vereinigten Königreich.

## Geschichte
Die Impericon Never Say Die! Tour findet seit 2007 jährlich zum Jahresende (meist im Oktober oder November) statt. Bereits im ersten Jahr bestand das Line-Up aus gestandenen Szenegrößen wie Terror, Cancer Bats und Comeback Kid. Zu Beginn dieser Tour spielten hauptsächlich Bands, die aus der Hardcore-Punk-Szene stammten. Diese Tour lief vom 2. bis 24. November und umfasste 23 Shows in zehn Ländern.
Bereits ein Jahr später wurde das musikalische Spektrum der Konzertreise um Deathcore erweitert, als Bands wie Parkway Drive, Despised Icon und Carnifex erstmals auf dieser Tour spielten. Vom 30. Oktober bis zum 21. November 2009 lief die dritte Auflage der Impericon Never Say Die! Tour (damals hieß das Unternehmen noch Imperial Clothing) ab. Die teilnehmenden Bands spielten auf 23 Shows in elf Ländern, darunter erstmals in der Tschechischen Republik und Slowenien. Die damals spielenden Bands waren unter anderem As Blood Runs Black, Horse the Band und The Ghost Inside.
Im Jahr 2010 spielte mit We Came as Romans erstmals eine Post-Hardcore-Band auf dieser Tournee. Die vom 29. Oktober bis 21. November stattfindende Konzertreise umfasste 21 Konzerte in zehn Ländern, darunter erstmals in Schweden und Polen. 2010 spielte Parkway Drive bereits zum dritten Mal auf dieser Konzertreise. Im Jahr 2011 spielten unter anderem Suicide Silence, Deez Nuts, Emmure und The Word Alive. Erstmals musste eine Band ihre Teilnahme absagen. Die Gruppe Oceano wurde durch As Blood Runs Black ersetzt. Bereits im Sommer fand ein Event im Exzellenzhaus in Trier statt, dass unter dem Namen „Impericon Never Say Die!“ promotet wurde. Das deutsche Musikmagazin Metal Hammer begleitete die teilnehmenden Bands für die Shows in Leipzig, Köln und Antwerpen. Die Konzerte in der Essigfabrik (Köln) und im Trix Zaal (Antwerpen) waren beide ausverkauft. Das Magazin veröffentlichte eine mehrseitige Tour-Review in ihrem Sonderheft „Extreme Aggression“.
Am 12. Oktober 2012 startete die nächste Impericon Never Say Die! Tour. Auf dieser Tour, die 20 Konzerte in elf Ländern umfasste, waren unter anderem For the Fallen Dreams, Blessthefall, Obey the Brave und erneut We Came as Romans zu sehen. Erstmals war mit At Dawn We Rage ein Dubstep-Musiker auf der Tour zu sehen. Die Tour endete am 3. November 2012 in Den Haag. Das Metal Hammer-Magazin veröffentlichte ein mehrteiliges Tourtagebuch gemeinsam mit Alex Erian von Obey the Brave. Laut Erian war das Konzert in der Essigfabrik in Köln erneut ausverkauft. Am 14. Mai 2013 wurden die teilnehmenden Bands und die Veranstaltungsorte der NSD! Tour 2013 bekanntgegeben. Erstmals sollten I Killed the Prom Queen, Betraying the Martyrs, Miss May I, Hundredth, Rise of the Northstar und Northlane im Rahmen dieser Tournee durch Europa touren. Für Northlane war es die erste Europatour überhaupt. Headliner des Events war Emmure. Miss May I mussten ihren Auftritt auf der Never Say Die! Tour absagen, da die Gruppe zum gleichen Zeitpunkt auf eine Konzertreise durch die USA antrat. Als Ersatz wurde Carnifex verpflichtet, die erstmals nach ihrer Pause wieder auf europäischem Boden spielen werden. Auch Rise of the Northstar traten nicht auf der Never Say Die! Tour auf, stattdessen spielten Hand of Mercy auf der Europa-Konzertreise.
Seit der ersten Austragung im Jahr 2007 organisiert die Konzertagentur Avocado Booking um Gründer Marco Walzl die Impericon Never Say Die! Tour. Im Jahr 2009 war das Streetwear-Unternehmen Altamont mit in der Tour involviert.
| Datum                                                              | Line-Up |
| ------------------------------------------------------------------ | --- |
| Impericon Never Say Die! Tour 2007 2. November – 24. November 2007 | Parkway Drive, Cancer Bats, This Is Hell, The Warriors, Death Before Dishonor, Soldiers, Terror Headliner: Comeback Kid |
| Impericon Never Say Die! Tour 2008 7. November – 29. November 2008 | Unearth, Despised Icon, Architects, Protest the Hero, Whitechapel, Carnifex Headliner: Parkway Drive |
| Impericon Never Say Die! Tour 2009 30. Oktober – 21. November 2009 | As Blood Runs Black, Horse the Band, Iwrestledabearonce, The Ghost Inside, Oceano Headliner: Despised Icon (allgemein), Architects (Vereinigtes Königreich) |
| Impericon Never Say Die! Tour 2010 29. Oktober – 20. November 2010 | Comeback Kid, War from a Harlots Mouth, Bleeding Through, Emmure, Your Demise, We Came as Romans Headliner: Parkway Drive Anmerkungen: Parkway Drives dritte Tour-Teilnahme. |
| Impericon Never Say Die! Tour 2011 5. Oktober – 27. November 2011  | Emmure, Vanna, Deez Nuts, The Word Alive, As Blood Runs Black, The Human Abstract Headliner: Suicide Silence Anmerkungen: Oceano sagten eine Teilnahme an der Tour ab. |
| Impericon Never Say Die! Open-Air 12. Juni 2011                    | Adept, Shai Hulud, Protest the Hero, Deez Nuts, We Set the Sun, The Haverbrook Disaster Headliner: Parkway Drive, Madball, Comeback Kid |
| Impericon Never Say Die! Tour 2012 12. Oktober – 3. November 2012  | For the Fallen Dreams, Stick to Your Guns, Obey the Brave, Blessthefall The Browning, At the Skylines, At Dawn We Rage Headliner: We Came as Romans Anmerkungen: At Dawn We Rage erste Dubstep-Gruppe auf der Tour. |
| Impericon Never Say Die! Tour 2013 7.–26. Oktober 2013             | I Killed the Prom Queen, Carnifex, Betraying the Martyrs, Northlane, Hundredth, Hand of Mercy Headliner: Emmure Anmerkungen: Carnifex und I Killed The Prom Queen auf der jeweils ersten Europatour nach dem Comeback. Northlane auf der ersten Europatour überhaupt. Miss May I und Rise of the Northstar sagten ihre Teilnahme ab. Ersatz waren Hand of Mercy und Carnifex. |
| Impericon Never Say Die! Tour 2014 31. Oktober – 29. November 2014 | Comeback Kid, Stick to Your Guns, Obey the Brave, More Than a Thousand, No Bragging Rights, Capsize Headliner: Terror |
| Impericon Never Say Die! Tour 2015 6.–28. November 2015            | Defeater, Fit for a King, Being as an Ocean, Cruel Hand, Burning Down Alaska Headliner: The Amity Affliction |
| Impericon Never Say Die! Tour 2016 3.–26. November 2016            | Polar, Fallujah, Make Them Suffer, Obey the Brave, Carnifex Headliner: Thy Art Is Murder, Whitechapel |
| Impericon Never Say Die! Tour 2017 2.–26. November 2017            | Lorna Shore, Polar, Kublai Khan, Sworn In, Chelsea Grin, Deez Nuts Headliner: Emmure |
| Impericon Never Say Die! Tour 2018 2.–24. November 2018            | Thousand Below, Currents, Polar, Casey, Alazka, Northlane Headliner: Being as an Ocean |
| Impericon Never Say Die! Tour 2023 3.–24. November 2023            | Reduction, Fox Lake, Left To Suffer, TEN56, King 810 Headliner: Nasty |

## Tourneen

### 2007
Auf der allerersten Never Say Die! Tour, welche 23 Konzerte umfasste, spielten Parkway Drive, Soldiers, Terror, Death Before Dishonor, This is Hell, The Warriors, Cancer Bats und Comeback Kid. Die Tour führte durch Belgien, das Vereinigte Königreich, Deutschland, Spanien, Frankreich, Italien, die Niederlande, die Schweiz, Österreich und Luxemburg.
| Datum             | Staat                  | Stadt               | Konzerthalle            |
| ----------------- | ---------------------- | ------------------- | ----------------------- |
| 2. November 2007  | Luxemburg              | Esch                | Rockhal                 |
| 3. November 2007  | Deutschland            | Köln                | Essigfabrik             |
| 4. November 2007  | Belgien                | Hasselt             | Muziek-o-droom          |
| 5. November 2007  | Vereinigtes Königreich | Brighton            | Concorde 2              |
| 6. November 2007  |                        | London              | The Electric Ballroom   |
| 7. November 2007  |                        | Manchester          | Jillys Rockworld        |
| 8. November 2007  |                        | Glasgow             | King Tuts               |
| 9. November 2007  |                        | Sheffield           | Corporation             |
| 10. November 2007 |                        | Yeovil              | Ski Lodge               |
| 11. November 2007 | Niederlande            | Rotterdam           | Waterfront              |
| 12. November 2007 | Frankreich             | Paris               | Scene Bastille          |
| 13. November 2007 | Spanien                | Durango             | Plateruena Kafe Antzoky |
| 14. November 2007 |                        | Madrid              | Ritmo Y Compas          |
| 15. November 2007 |                        | Barcelona           | Apolo 2                 |
| 16. November 2007 | Schweiz                | Zürich              | Dynamo                  |
| 17. November 2007 | Italien                | Pinarella Di Cervia | Rock Planet             |
| 18. November 2007 | Deutschland            | Karlsruhe           | Substage                |
| 19. November 2007 | Österreich             | Wien                | Arena                   |
| 20. November 2007 | Deutschland            | Berlin              | SO36                    |
| 21. November 2007 |                        | Hamburg             | Uebel & Gefährlich      |
| 22. November 2007 |                        | Schweinfurt         | Alter Stattbahnhof      |
| 23. November 2007 |                        | Leipzig             | Werk II                 |
| 24. November 2007 |                        | Münster             | Skaters Palace          |

### 2008
2008 traten Parkway Drive, Unearth, Despised Icon, Architects, Protest the Hero, Whitechapel und Carnifex während der Tour auf. Die zweite Never Say Die! Tour führte durch Deutschland, Österreich, die Schweiz, Luxemburg, Belgien, den Niederlanden, Italien, das Vereinigte Königreich, Frankreich, Ungarn und Dänemark. Aarhus ist bisher die erste und einzige Stadt in Dänemark in der die Never Say Die! Tour stattfand.
| Datum             | Staat                  | Stadt        | Konzerthalle   |
| ----------------- | ---------------------- | ------------ | -------------- |
| 7. November 2008  | Deutschland            | Berlin       | SO36           |
| 8. November 2008  |                        | Köln         | Essigfabrik    |
| 9. November 2008  | Belgien                | Antwerpen    | Hof Ter Lo     |
| 10. November 2008 | Vereinigtes Königreich | Yeovil       | Westland       |
| 11. November 2008 |                        | Manchester   | 02 Academy     |
| 12. November 2008 |                        | Glasgow      | The Arches     |
| 13. November 2008 |                        | Sheffield    | Corporation    |
| 14. November 2008 |                        | Peterborough | Cresset        |
| 15. November 2008 |                        | London       | The Forum      |
| 16. November 2008 | Niederlande            | Utrecht      | Tivoli         |
| 17. November 2008 | Frankreich             | Paris        | La Locomotive  |
| 18. November 2008 | Luxemburg              | Esch         | Kulturfabrik   |
| 19. November 2008 | Schweiz                | Zürich       | Rohstofflager  |
| 20. November 2008 | Deutschland            | München      | Backstage Werk |
| 21. November 2008 | Italien                | Cesena       | Vidia Club     |
| 22. November 2008 | Ungarn                 | Budapest     | Ship A38       |
| 23. November 2008 | Österreich             | Wien         | Arena          |
| 24. November 2008 | Deutschland            | Nürnberg     | Hirsch         |
| 25. November 2008 |                        | Leipzig      | Werk II        |
| 26. November 2008 |                        | Hamburg      | Markthalle     |
| 27. November 2008 | Dänemark               | Aarhus       | Voxhal         |
| 28. November 2008 | Deutschland            | Münster      | Skaters Palace |
| 29. November 2008 |                        | Wiesbaden    | Schlachthof    |

### 2009
2009 waren Architects (UK-Headliner), Despised Icon (allgemeiner Tour-Headliner), As Blood Runs Black, Horse the Band, Iwrestledabearonce, The Ghost Inside und Oceano auf Tour. Die dritte Auflage der Imperial Never Say Die Tour führte neben Deutschland, Österreich, Luxemburg und der Schweiz auch durch Großbritannien, Italien, Slowenien, Tschechien, Belgien und die Niederlande. Ljubljana ist bisher die einzige Stadt in Slowenien, welche Austragungsort eines Konzertes der Never Say Die! Tour war.
| Datum             | Staat                  | Stadt       | Konzerthalle          |
| ----------------- | ---------------------- | ----------- | --------------------- |
| 30. Oktober 2009  | Vereinigtes Königreich | Brighton    | Concorde 2            |
| 31. Oktober 2009  |                        | Birmingham  | O2 Academy            |
| 1. November 2009  |                        | Sheffield   | Corporation           |
| 2. November 2009  |                        | Glasgow     | Cathouse              |
| 3. November 2009  |                        | Manchester  | O2 Academy            |
| 4. November 2009  |                        | London      | The Electric Ballroom |
| 5. November 2009  | Deutschland            | Münster     | Sputnikhalle          |
| 6. November 2009  |                        | Hamburg     | Markthalle            |
| 7. November 2009  |                        | Köln        | Essigfabrik           |
| 8. November 2009  | Niederlande            | Eindhoven   | Effenaar              |
| 9. November 2009  | Luxemburg              | Esch        | Kulturfabrik          |
| 10. November 2009 | Schweiz                | Solothurn   | Kulturfabrik Kofmehl  |
| 11. November 2009 | Deutschland            | München     | Backstage Werk        |
| 12. November 2009 | Österreich             | Wien        | Arena                 |
| 13. November 2009 | Slowenien              | Ljubljana   | Kino Siska            |
| 14. November 2009 | Italien                | Cesena      | Vidia Club            |
| 15. November 2009 |                        | Roncede     | New Age Club          |
| 16. November 2009 | Deutschland            | Schweinfurt | Alter Stadtbahnhof    |
| 17. November 2009 | Tschechische Republik  | Prag        | Abaton                |
| 18. November 2009 | Deutschland            | Berlin      | SO36                  |
| 19. November 2009 |                        | Karlsruhe   | Substage              |
| 20. November 2009 |                        | Leipzig     | Conne Island          |
| 21. November 2009 | Belgien                | Hasselt     | Muziek-o-droom        |

### 2010
Die vierte Never Say Die Tour fand im Oktober und November 2010 statt. Diesmal tourten Parkway Drive, War from a Harlots Mouth, Comeback Kid, Bleeding Through, Emmure, Your Demise und We Came as Romans auf der NSD. Erstmals führte diese Tour durch Schweden.
| Datum             | Staat                  | Stadt      | Konzerthalle      |
| ----------------- | ---------------------- | ---------- | ----------------- |
| 29. Oktober 2010  | Deutschland            | Oberhausen | Turbinenhalle     |
| 30. Oktober 2010  | Frankreich             | Paris      | Elysee Montmartre |
| 31. Oktober 2010  | Vereinigtes Königreich | Birmingham | O2 Academy        |
| 1. November 2010  |                        | Glasgow    | Cathouse          |
| 2. November 2010  |                        | Newcastle  | O2 Academy        |
| 3. November 2010  |                        | London     | Forum             |
| 4. November 2010  |                        | Portsmouth | Pyramids          |
| 5. November 2010  |                        | Manchester | O2 Academy        |
| 6. November 2010  | Belgien                | Aarshot    | Stadsfeestzsaal   |
| 7. November 2010  | Niederlande            | Tilburg    | O13               |
| 8. November 2010  | Deutschland            | Hamburg    | Große Freiheit    |
| 9. November 2010  | Schweden               | Stockholm  | Fryhuset/Klubben  |
| 11. November 2010 | Deutschland            | Berlin     | Huxleys           |
| 12. November 2010 |                        | Karlsruhe  | Substage          |
| 13. November 2010 | Tschechische Republik  | Prag       | Abaton            |
| 14. November 2010 | Polen                  | Krakau     | Rotunda           |
| 16. November 2010 | Italien                | Bologna    | Estragon          |
| 17. November 2010 | Schweiz                | Pratteln   | Z7                |
| 18. November 2010 | Deutschland            | München    | Backstage Werk    |
| 19. November 2010 |                        | Leipzig    | Werk II           |
| 20. November 2010 |                        | Würzburg   | Posthalle         |

### 2011
2011 waren Suicide Silence, Vanna, Deez Nuts, Emmure, The Word Alive, As Blood Runs Black und The Human Abstract im Rahmen dieser Tour durch Deutschland, Österreich, Großbritannien, Belgien, Frankreich, Tschechien, Ungarn, Italien, Luxemburg, Polen, die Schweiz und die Niederlande unterwegs. Während der NSD Tour 2011 konnten Besucher diverse Competitions mit den Bands durchführen. In München und Leipzig bestand die Möglichkeit, gegen die teilnehmenden Bands Streetsoccer zu spielen. Außerdem verloste Impericon eine Hafenfahrt durch Hamburg mit der australischen Hardcore-Punk-Band Deez Nuts. In Wien besuchten 10 Gewinner gemeinsam mit Suicide Silence den Prater.
| Datum            | Staat                  | Stadt      | Konzerthalle          |
| ---------------- | ---------------------- | ---------- | --------------------- |
| 5. Oktober 2011  | Deutschland            | Würzburg   | Posthalle             |
| 6. Oktober 2011  |                        | Leipzig    | Werk II               |
| 7. Oktober 2011  |                        | Köln       | Essigfabrik           |
| 8. Oktober 2011  | Belgien                | Antwerpen  | Trix Zaal             |
| 9. Oktober 2011  | Vereinigtes Königreich | Birmingham | O2 Academy            |
| 10. Oktober 2011 |                        | Cardiff    | Millenium Music Hall  |
| 11. Oktober 2011 |                        | Leeds      | University            |
| 12. Oktober 2011 |                        | London     | The Electric Ballroom |
| 13. Oktober 2011 | Frankreich             | Paris      | Cabaret Sauvage       |
| 14. Oktober 2011 | Niederlande            | Haarlem    | Patronat              |
| 15. Oktober 2011 | Deutschland            | Stuttgart  | LKA Longhorn          |
| 16. Oktober 2011 |                        | Hamburg    | Markthalle            |
| 18. Oktober 2011 |                        | Münster    | Sputnikhalle          |
| 19. Oktober 2011 | Luxemburg              | Esch       | Kulturfabrik          |
| 20. Oktober 2011 | Tschechische Republik  | Prag       | Abaton                |
| 21. Oktober 2011 | Polen                  | Krakau     | Rotunda               |
| 22. Oktober 2011 | Ungarn                 | Budapest   | Dürer Kert            |
| 23. Oktober 2011 | Österreich             | Wien       | Arena                 |
| 24. Oktober 2011 | Italien                | Cesena     | Vidia Club            |
| 25. Oktober 2011 | Schweiz                | Zürich     | Dynamo                |
| 26. Oktober 2011 | Deutschland            | München    | Backstage Werk        |
| 27. Oktober 2011 |                        | Berlin     | Columbia Club         |

Bereits am 12. Juni 2011 fand im Exzellenzhaus in Trier ein Open-Air-Konzert mit dem Namen „Impericon Never Say Die!“ statt. Dabei traten Parkway Drive, Madball, Comeback Kid, Deez Nuts, Protest the Hero, Shai Hulud, Adept, We Set the Sun und The Haverbrook Disaster auf.

### 2012
Am 12. Oktober 2012 startete die sechste Never Say Die! Europa-Tour. Bis zum 3. November 2012 fanden 20 Konzerte in elf verschiedenen Ländern statt. We Came as Romans, Stick to Your Guns, For the Fallen Dreams, Blessthefall, The Browning, Obey the Brave, At the Skylines und At Dawn We Rage waren in Deutschland, Frankreich, Schweden, Italien, Österreich, Luxemburg, Großbritannien, der Schweiz, Belgien, Tschechien und den Niederlanden zu sehen. Mit At Dawn We Rage spielte erstmals eine Dubstep-Gruppe auf der Konzerttour.
| Datum            | Staat                  | Stadt                  | Konzerthalle          |
| ---------------- | ---------------------- | ---------------------- | --------------------- |
| 12. Oktober 2012 | Deutschland            | Würzburg               | Posthalle             |
| 13. Oktober 2012 | Deutschland            | Stuttgart              | Zapata                |
| 14. Oktober 2012 | Frankreich             | Paris                  | Le Trabendo           |
| 15. Oktober 2012 | Vereinigtes Königreich | Birmingham             | O2 Academy 2          |
| 17. Oktober 2012 | Vereinigtes Königreich | Manchester             | O2 Academy            |
| 18. Oktober 2012 | Vereinigtes Königreich | London                 | The Electric Ballroom |
| 19. Oktober 2012 | Belgien                | Antwerpen              | Trix Zaal             |
| 20. Oktober 2012 | Deutschland            | Köln                   | Essigfabrik           |
| 21. Oktober 2012 | Deutschland            | Berlin                 | C-Club                |
| 22. Oktober 2012 | Deutschland            | Hamburg                | Markthalle            |
| 23. Oktober 2012 | Schweden               | Stockholm              | Fryhuset/Klubben      |
| 25. Oktober 2012 | Deutschland            | Münster                | Sputnikhalle          |
| 26. Oktober 2012 | Luxemburg              | Esch                   | Kulturfabrik          |
| 27. Oktober 2012 | Schweiz                | Pratteln               | Z7                    |
| 28. Oktober 2012 | Italien                | Mailand, Trezzo D´Atta | Live Club             |
| 29. Oktober 2012 | Deutschland            | München                | Backstage Werk        |
| 30. Oktober 2012 | Österreich             | Wien                   | Arena                 |
| 1. November 2012 | Tschechien             | Prag                   | Futurum               |
| 2. November 2012 | Deutschland            | Leipzig                | Werk II               |
| 3. November 2012 | Niederlande            | Den Haag               | Paard                 |

### 2013

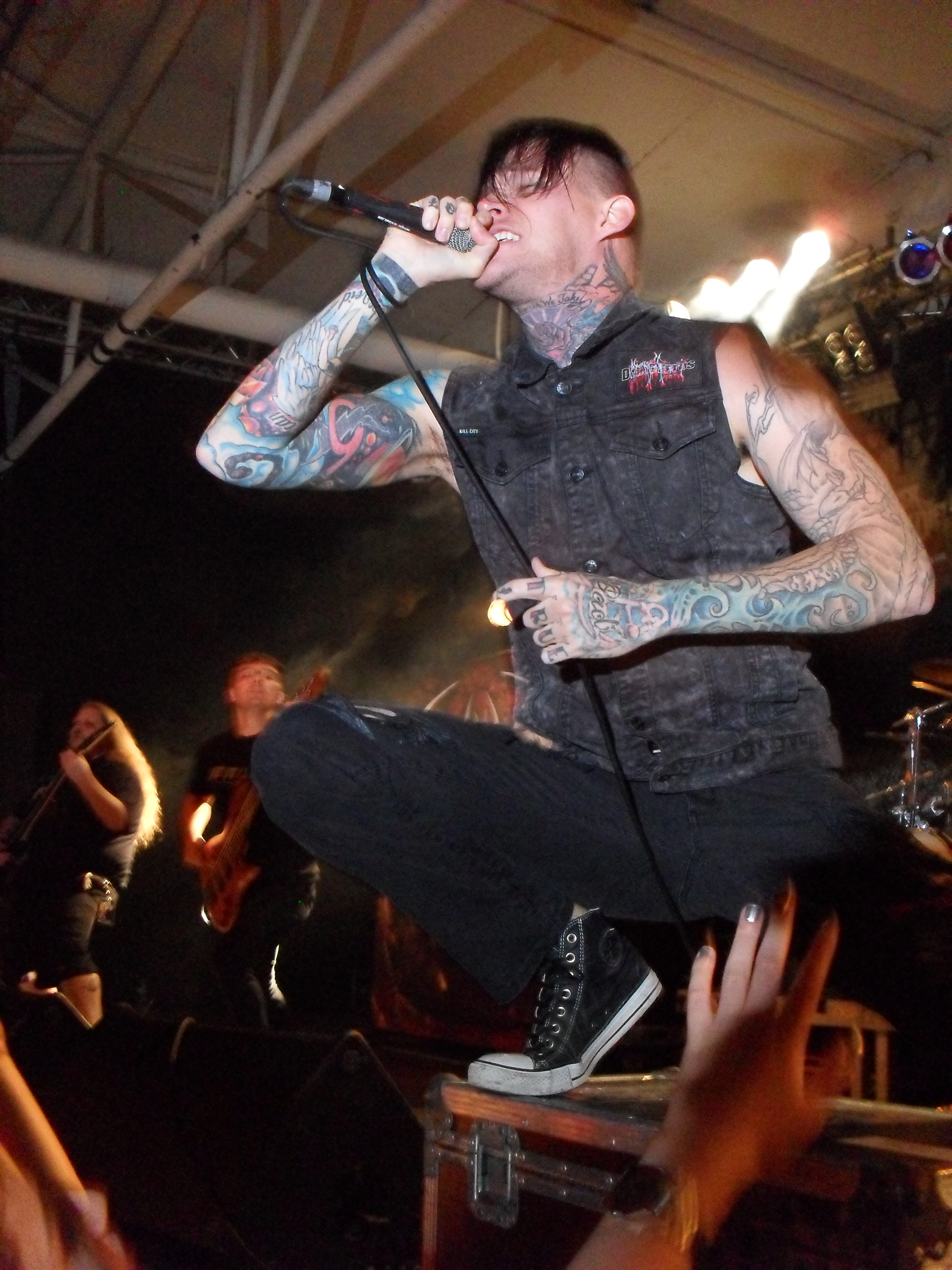
Scott Lewis von Carnifex.

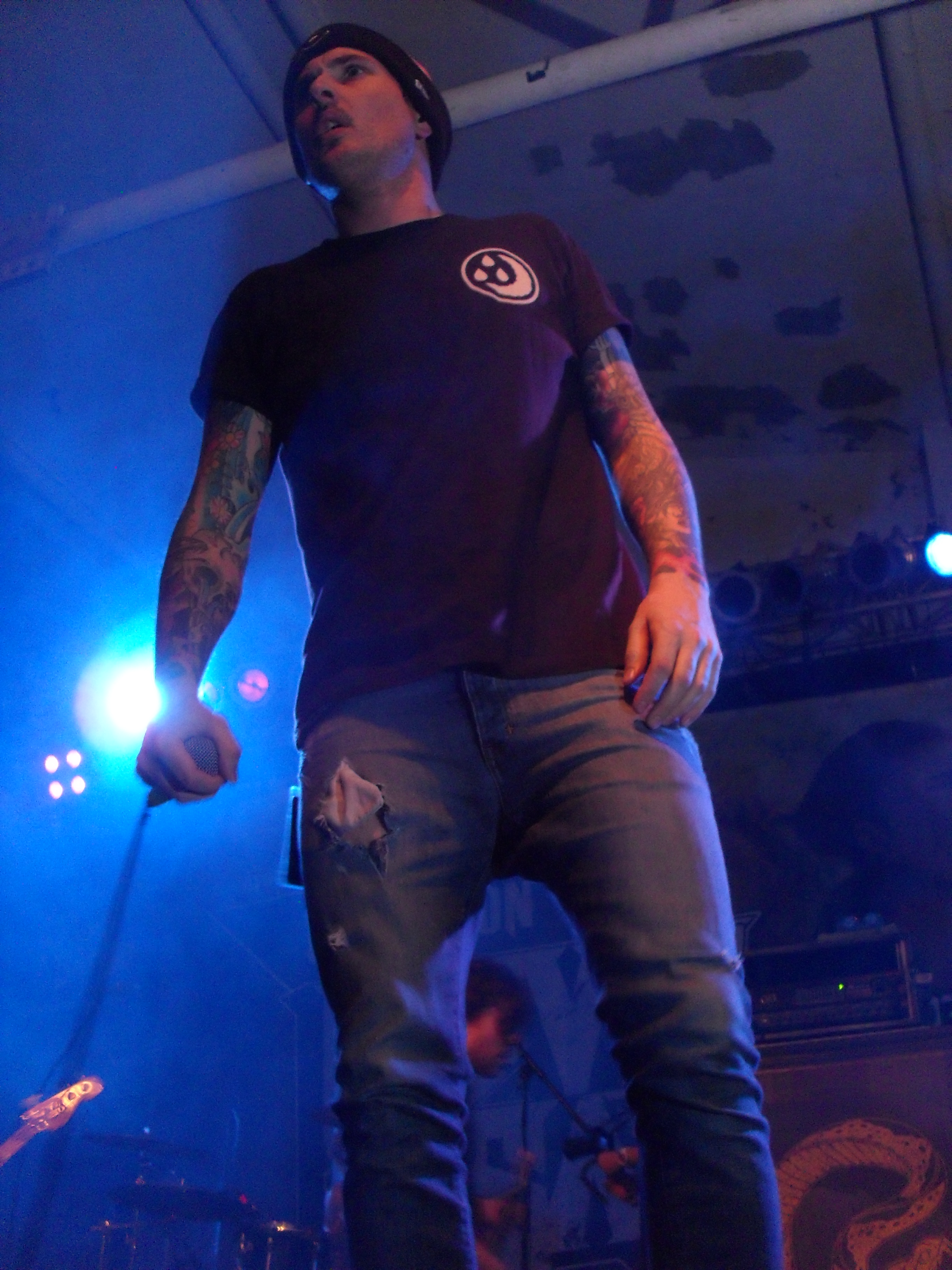
Jamie Hope von I Killed the Prom Queen.

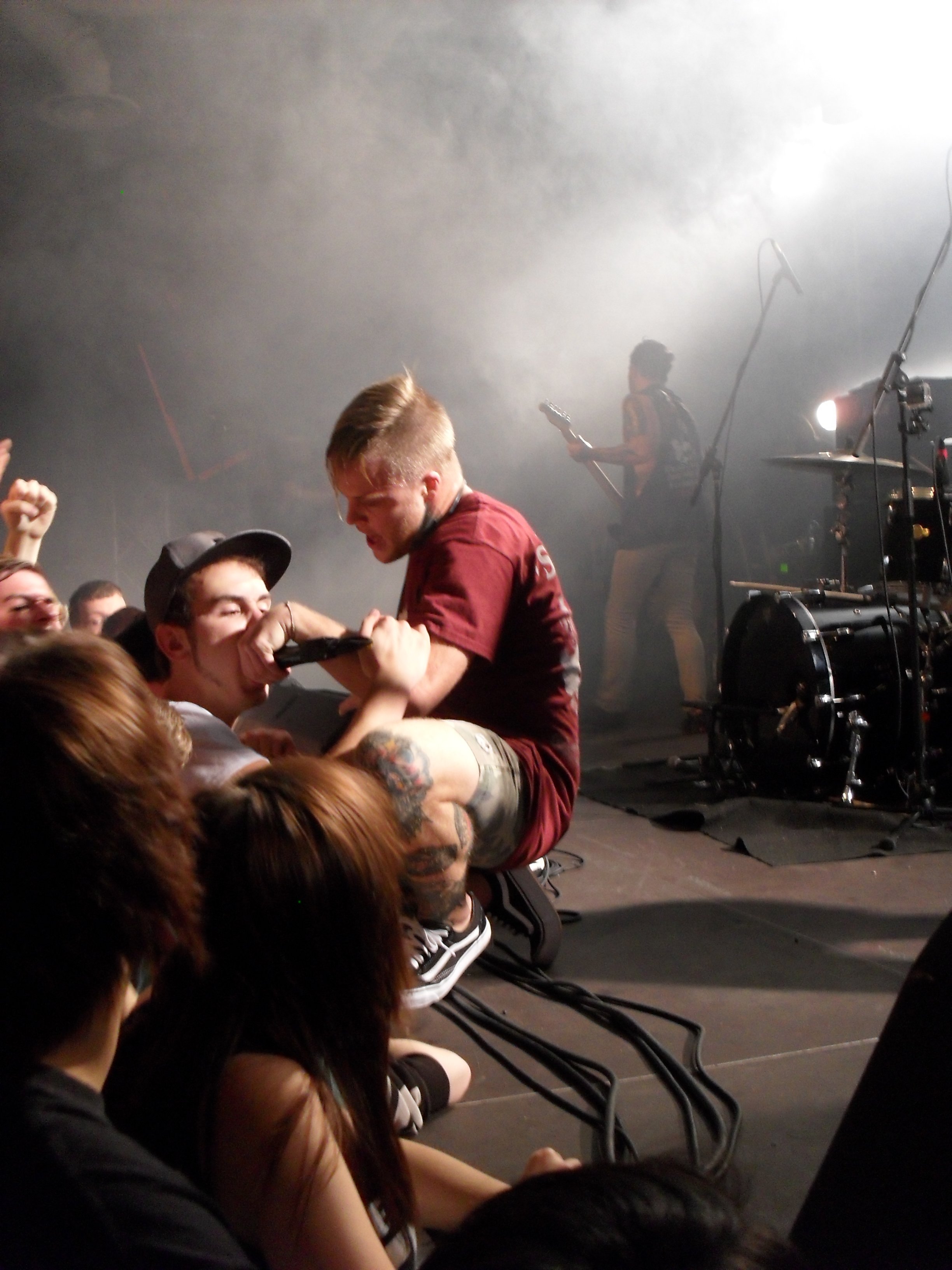
Chadwick Johnson von Hundredth.

Am 4. Oktober 2013 startete die siebte Ausgabe der Never Say Die! Tour. Der Auftakt dieser Konzertreise fand in Wiesbaden statt. Auf 22 Konzerten waren die teilnehmenden Gruppen in Deutschland, Österreich, Luxemburg, Italien, Slowenien, Belgien, Frankreich, der Schweiz, den Niederlanden, der Tschechischen Republik und dem Vereinigten Königreich zu sehen. Erstmals traten Northlane, Betraying the Martyrs, Hand of Mercy, Hundredth und I Killed the Prom Queen auf der Never Say Die! auf. Als Headliner waren Emmure zu sehen. Die ursprünglich verpflichtete Band Miss May I musste zwischenzeitlich einen Auftritt absagen, da die Band eine Zusage für eine US-Tour erhalten hatte, welche im gleichen Zeitraum stattfinden sollte. Als Ersatz traten Carnifex auf, welche erstmals seit ihrer Schaffenspause an einer Tournee teilnahmen. Auch die ursprünglich verpflichtete Gruppe Rise of the Northstar mussten zwischenzeitlich ihre Teilnahme an der Konzertreise absagen. Für die Band wurde Hand of Mercy als Ersatz engagiert. Das letzte Konzert der Never Say Die! Tour wurde am 26. Oktober in der Weststadthalle in Essen ausgetragen.
| Datum            | Staat                  | Stadt      | Konzerthalle          |
| ---------------- | ---------------------- | ---------- | --------------------- |
| 4. Oktober 2013  | Deutschland            | Wiesbaden  | Schlachthof           |
| 5. Oktober 2013  | Deutschland            | Köln       | Essigfabrik           |
| 6. Oktober 2013  | Vereinigtes Königreich | Birmingham | O2 Academy 2          |
| 7. Oktober 2013  | Vereinigtes Königreich | Glasgow    | Garage                |
| 8. Oktober 2013  | Vereinigtes Königreich | London     | The Electric Ballroom |
| 9. Oktober 2013  | Vereinigtes Königreich | Manchester | Club Academy          |
| 10. Oktober 2013 | Vereinigtes Königreich | Cardiff    | Solus (University)    |
| 11. Oktober 2013 | Niederlande            | Utrecht    | Tivoli                |
| 12. Oktober 2013 | Deutschland            | Hamburg    | Uebel & Gefährlich    |
| 13. Oktober 2013 | Deutschland            | Berlin     | Astra                 |
| 15. Oktober 2013 | Tschechische Republik  | Prag       | Meet Factory          |
| 16. Oktober 2013 | Österreich             | Wien       | Arena                 |
| 17. Oktober 2013 | Slowenien              | Ljubljana  | Kino Siska            |
| 18. Oktober 2013 | Italien                | Cesena     | Vidia Club            |
| 19. Oktober 2013 | Deutschland            | München    | Backstage Werk        |
| 20. Oktober 2013 | Deutschland            | Stuttgart  | Wagenhallen           |
| 21. Oktober 2013 | Schweiz                | Pratteln   | Z7                    |
| 22. Oktober 2013 | Luxemburg              | Esch       | Kulturfabrik          |
| 23. Oktober 2013 | Belgien                | Antwerpen  | Trix Zaal             |
| 24. Oktober 2013 | Frankreich             | Paris      | Le Trabendo           |
| 25. Oktober 2013 | Deutschland            | Leipzig    | Werk II               |
| 26. Oktober 2013 | Deutschland            | Essen      | Weststadthalle        |

### 2014
Am 4. Juni 2014 wurden erste Details zur achten Auflage der Konzertreise veröffentlicht. Bestätigt wurden Terror, Comeback Kid, Stick to Your Guns, More Than a Thousand, Obey the Brave, No Bragging Rights und Capsize. Die Tour machte erstmals in der Republik Irland, in Norwegen und Finnland Station. Auch fanden wieder Auftritte in Spanien und Dänemark statt. Die Konzertreise umfasste insgesamt 28 Shows.

### 2015
Am 18. Juni 2015 wurden die Tourdaten und die Besetzung für die neunte Auflage der Festivaltournee bekanntgegeben. Als Headliner trat die australische Post-Hardcore-Band The Amity Affliction auf. Begleitet wurde die Tournee von Defeater, Being as an Ocean, Fit for a King, Cruel Hand und Burning Down Alaska. Die Tournee lief vom 6. bis zum 28. November 2015 und umfasste insgesamt 23 Konzerte.

## Austragungsorte und teilnehmende Bands

### Veranstaltungsorte

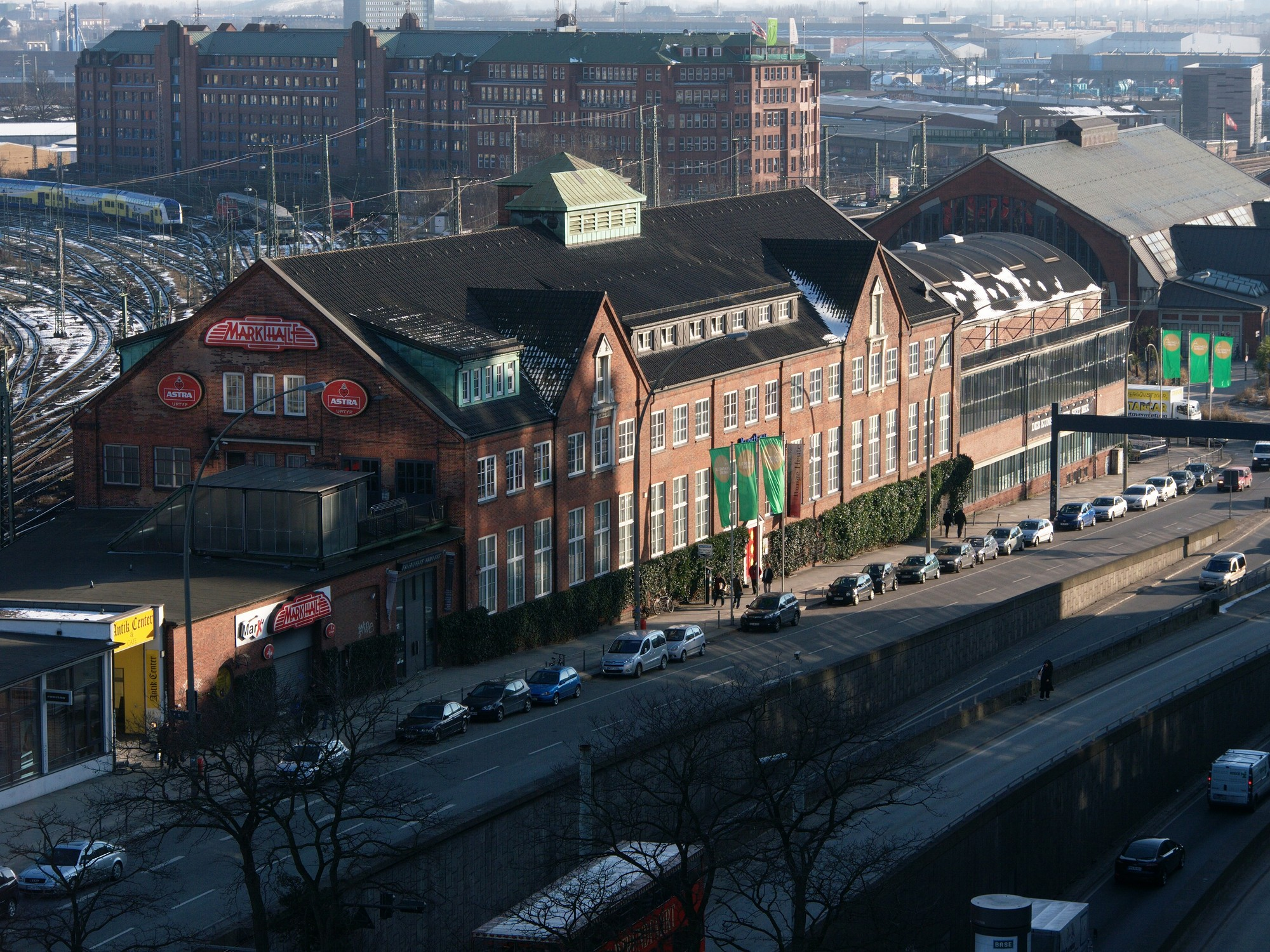
Die Markthalle, vom Klosterwall aus nördlicher Richtung gesehen

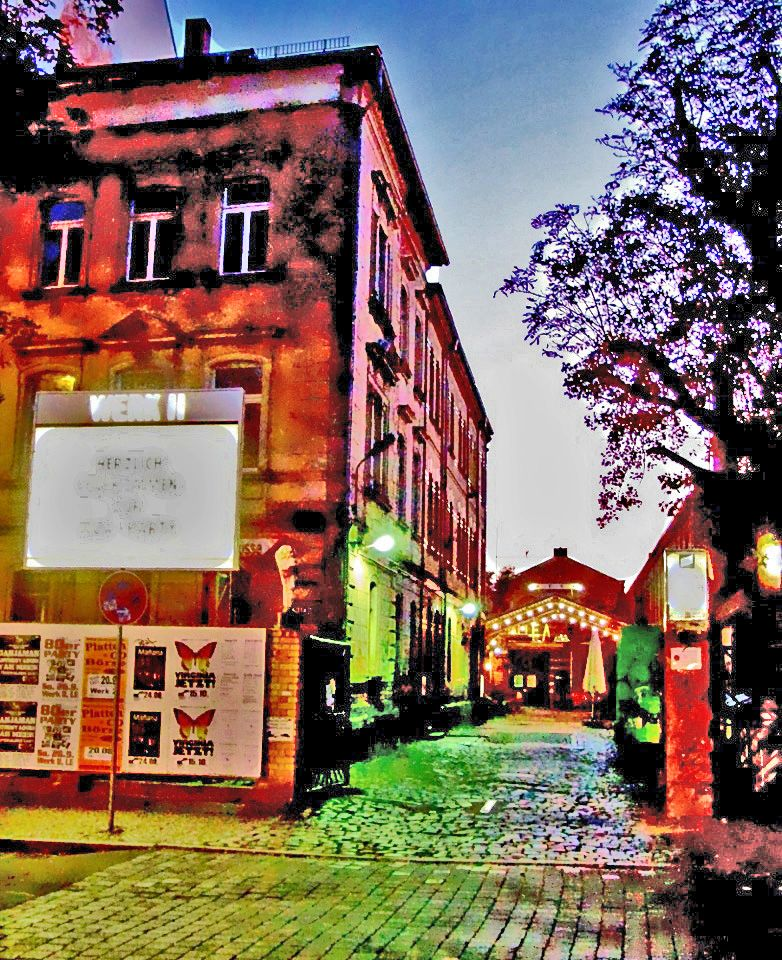
Das Werk II am Connewitzer Kreuz

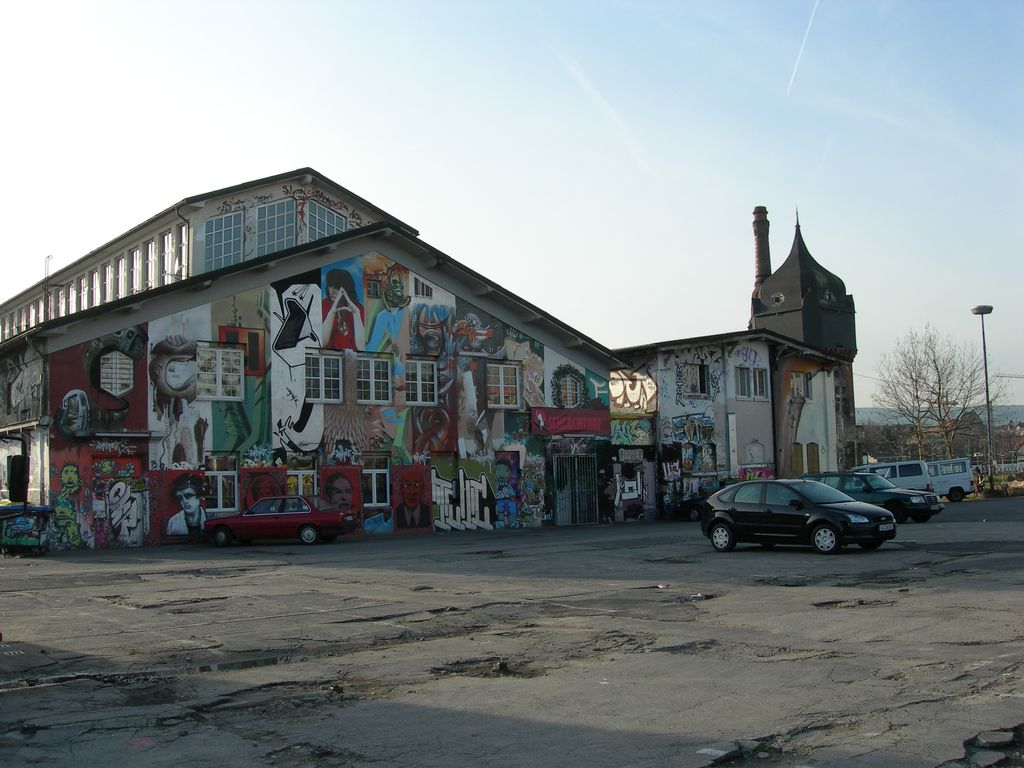
Große Konzerthalle (Schlachthof Wiesbaden)

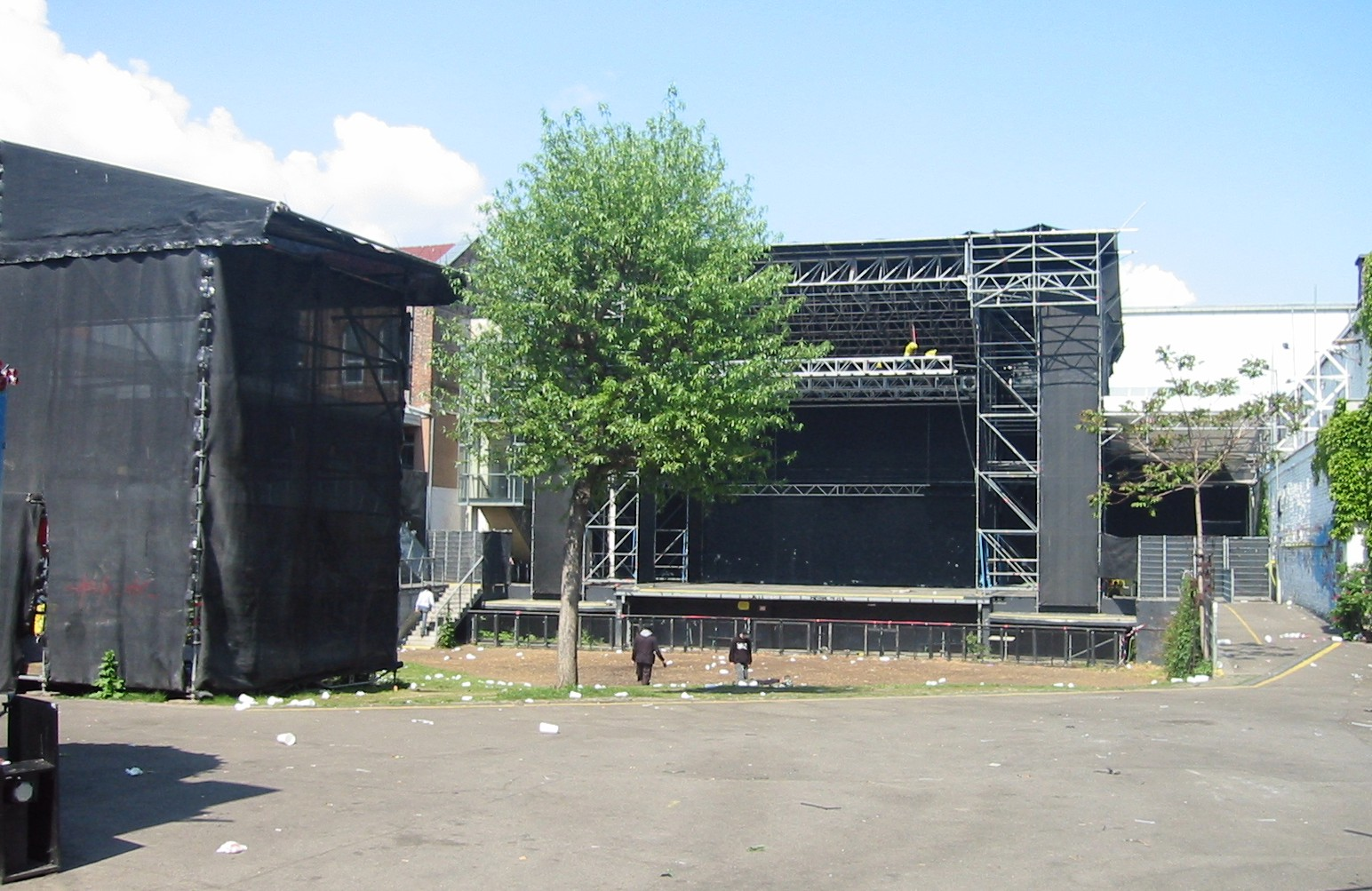
Freiluftbühne (Arena Wien)

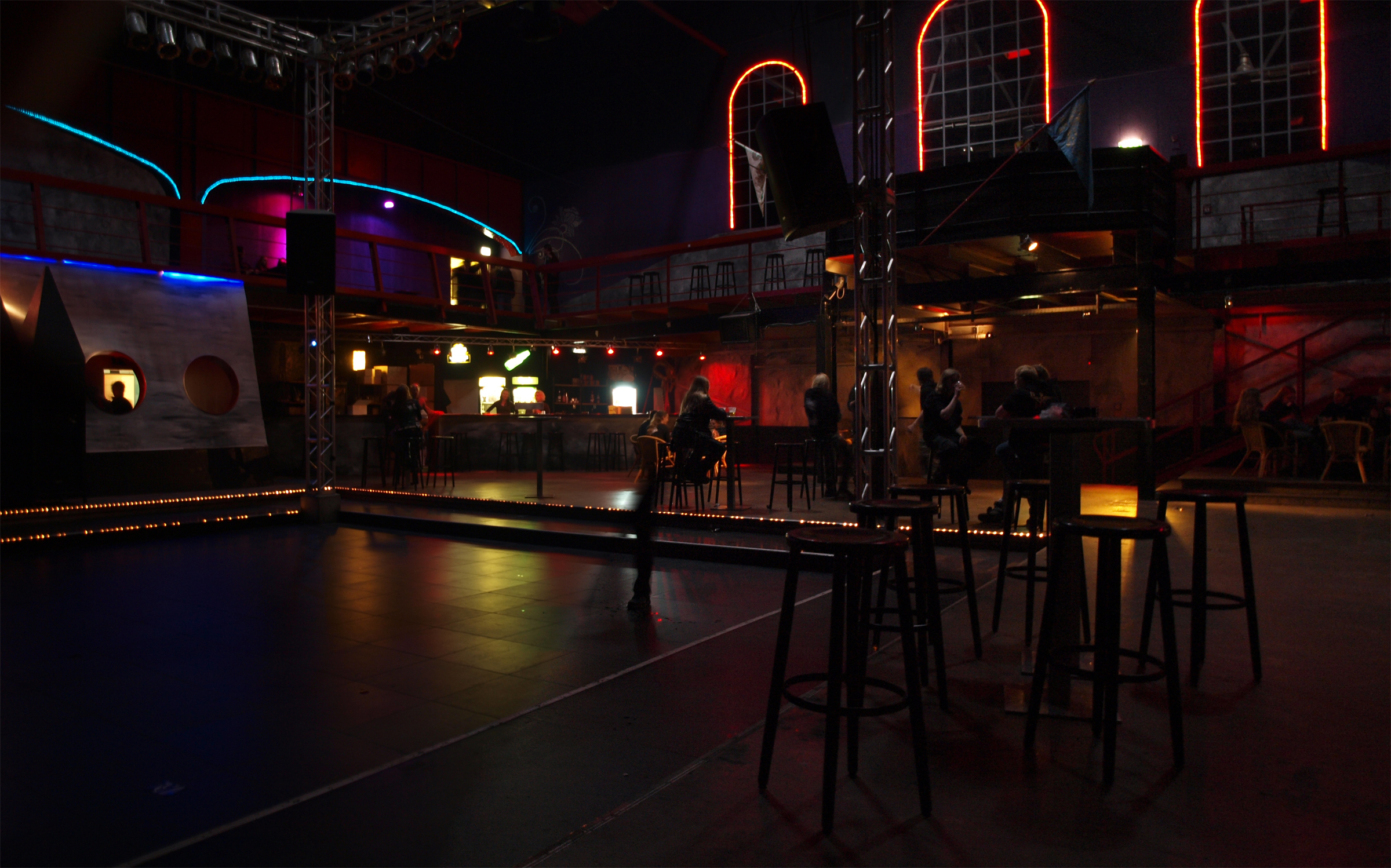
Diskothek T-Club im Innern

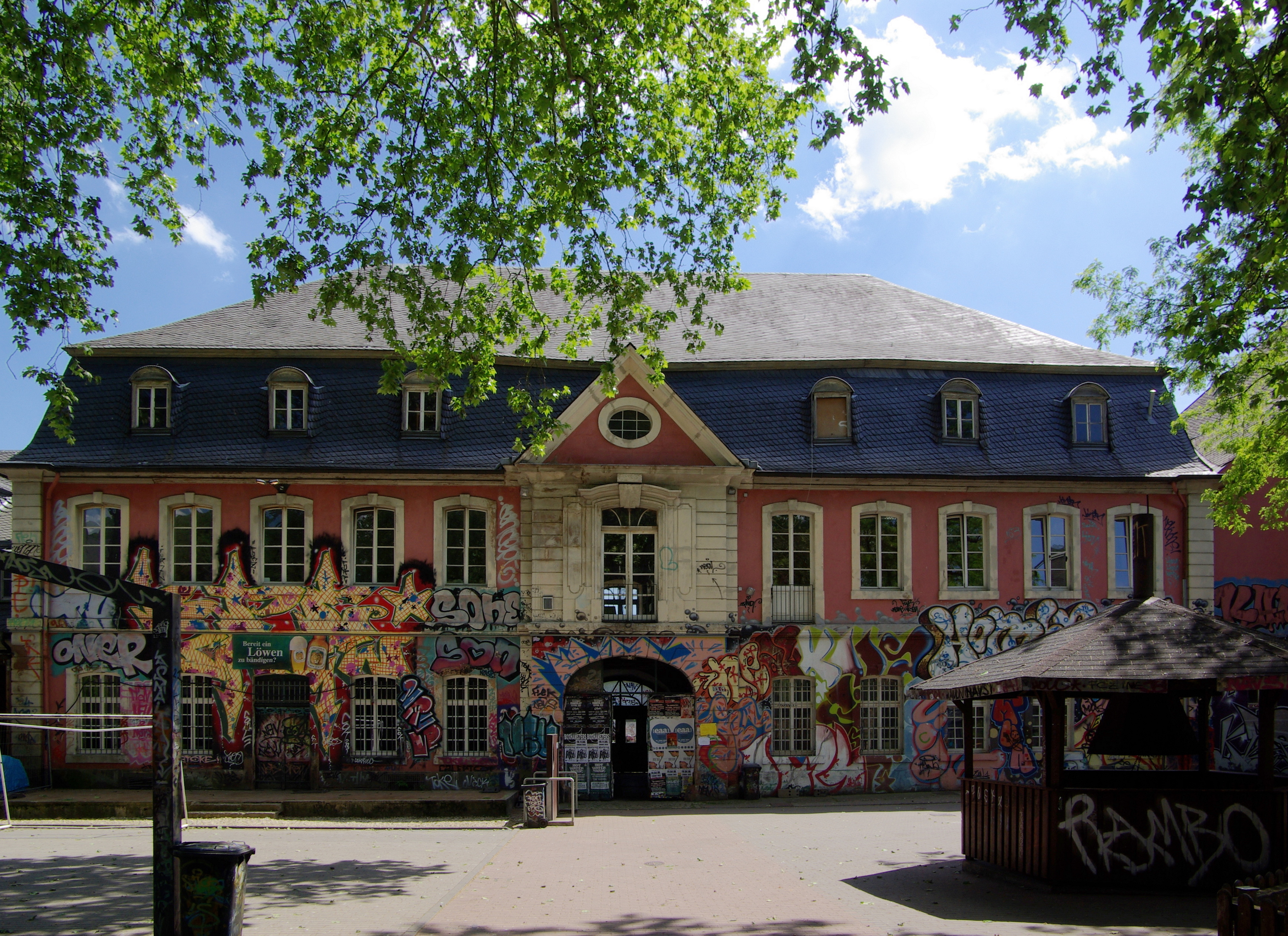
Exzellenzhaus, Innenhof (Austragungsort der NSD-Open Air 2011)

Seit 2007 hat die Impericon Never Say Die! Tour in bisher 7 Auflagen in 52 Städten Europas gespielt. Die Tour fand bisher in 16 Staaten statt, nämlich Deutschland, Belgien, Luxemburg, den Niederlanden, dem Vereinigten Königreich, der Schweiz, Frankreich, Schweden, Ungarn, Italien, Österreich, Polen, der Tschechischen Republik, Dänemark, Spanien und Slowenien. In letzteren Staaten fand die NSD!-Tour lediglich ein einziges Mal statt.
Das Festival machte bereits Station in bekannten Veranstaltungsorten in ganz Europa, darunter die Markthalle Hamburg, das Werk II, der Schlachthof Wiesbaden, das SO36, Conne Island, die Turbinenhalle Oberhausen, die Große Freiheit, das LKA Longhorn (allesamt in Deutschland), die Kulturfabrik Esch in Luxemburg, das Dürer Kert in Ungarn, das Rohstofflager in der Schweiz und Arena Wien in Österreich. Die folgende Tabelle zeigt, in welchen weiteren Locations die NSD!-Tour bereits stattgefunden hat.
2014 wurden erstmals Konzerte in der Republik Irland, in Norwegen und Finnland absolviert. Zudem kehrten Spanien und Dänemark auf die Tour-Landkarte zurück.
| Stadt                   | Konzerthallen (Austragungen)                                                                   |
| ----------------------- | ---------------------------------------------------------------------------------------------- |
| Aarshot                 | Stadsfeestzsaal (2010)                                                                         |
| Aarhus                  | Voxhal (2008)                                                                                  |
| Antwerpen               | Hof Ter Lo (2008), Trix Zaal (2011–2013)                                                       |
| Barcelona               | Apolo 2 (2007)                                                                                 |
| Berlin                  | SO36 (2007, 2008, 2009), Huxleys (2010), Columbia Club (2011), C-Club (2012), Astra (2013)     |
| Birmingham              | O2 Academy (2009–2013)                                                                         |
| Bologna                 | Estragon (2010)                                                                                |
| Budapest                | Ship A38 (2008), Dürer Kert (2011)                                                             |
| Brighton                | Concorde 2 (2007, 2009)                                                                        |
| Cardiff                 | Millenium Music Hall (2011), Solus (2013)                                                      |
| Cesena                  | Vidia Club (2008, 2009, 2011, 2013)                                                            |
| Den Haag                | Paard (2012)                                                                                   |
| Durango                 | Plateruena Kafe Antzoky (2007)                                                                 |
| Eindhoven               | Effenaar (2009)                                                                                |
| Esch                    | Rockhal (2007), Kulturfabrik (2008–2009, 2011, 2012)                                           |
| Essen                   | Weststadthalle (2013)                                                                          |
| Glasgow                 | The Cathouse (2009, 2010), Garage (2013)                                                       |
| Haarlem                 | Patronaat (2011)                                                                               |
| Hamburg                 | Uebel & Gefährlich (2007, 2013), Markthalle (2008–2009, 2011–2012), Grosse Freiheit (2010)     |
| Karlsruhe               | Substage (2007, 2009, 2010)                                                                    |
| Köln                    | Essigfabrik (2007–2009, 2011–2013)                                                             |
| Krakau                  | Rotunda (2011)                                                                                 |
| Leeds                   | University (2011)                                                                              |
| Leipzig                 | Werk II (2007–2008, 2010–2013), Conne Island (2009)                                            |
| Ljubljana               | Kino Siska (2009, 2013)                                                                        |
| London                  | The Electric Ballroom (2007, 2009, 2011–2013), The Forum (2008, 2010)                          |
| Madrid                  | Ritmo Y Compas (2007)                                                                          |
| Mailand (Trezzo D´Atta) | Live Club (2012)                                                                               |
| Manchester              | Jillys Rockworld (2007), O2 Academy (2008–2010, 2012), Club Academy (2013)                     |
| München                 | Backstage Werk (2008–2013)                                                                     |
| Münster                 | Skaters Palace (2007–2008), Sputnikhalle (2009, 2011, 2012)                                    |
| Newcastle               | O2 Academy (2010)                                                                              |
| Nürnberg                | Hirsch (2008)                                                                                  |
| Oberhausen              | Turbinenhalle (2010)                                                                           |
| Paris                   | Scene Bastille (2007), La Locomotive (2008), Elysee Montmartre (2010), Le Trabendo (2012–2013) |
| Peterborough            | Cresset (2008)                                                                                 |
| Pinarella Di Cervia     | Rock Planet (2007)                                                                             |
| Portsmouth              | Pyramids (2010)                                                                                |
| Prag                    | Abaton (2010–2011), Futurum (2012), Meet Factory (2013)                                        |
| Pratteln                | Z7 (2010, 2012–2013)                                                                           |
| Rotterdam               | Waterfront (2007)                                                                              |
| Roncede                 | New Age Club (2009)                                                                            |
| Schweinfurt             | Alter Stattbahnhof (2007, 2009)                                                                |
| Sheffield               | Corporation (2007–2009)                                                                        |
| Solothurn               | Kulturfabrik Kofmehl (2009)                                                                    |
| Stockholm               | Fryhuset/Klubben (2010, 2012)                                                                  |
| Stuttgart               | LKA (2011), Zapata (2012), Wagenhallen (2013)                                                  |
| Tilburg                 | O13 (2010)                                                                                     |
| Utrecht                 | Tivoli (2008, 2013)                                                                            |
| Wien                    | Arena (2007–2009, 2011–2012)                                                                   |
| Wiesbaden               | Schlachthof (2008, 2013)                                                                       |
| Würzburg                | Posthalle (2010–2012)                                                                          |
| Yeovil                  | Ski Lodge (2007), Westland (2008)                                                              |
| Zürich                  | Dynamo (2007, 2011), Rohstofflager (2008)                                                      |

### Bands

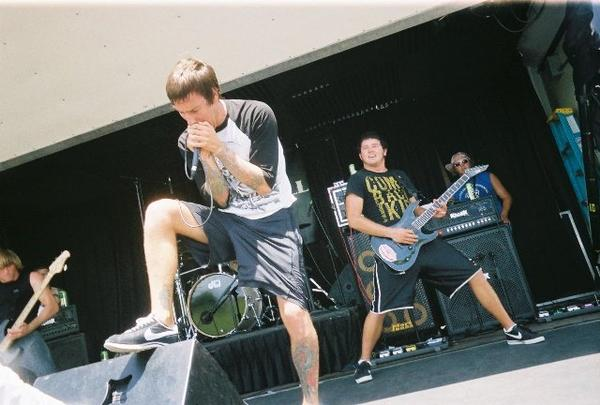
Parkway Drive

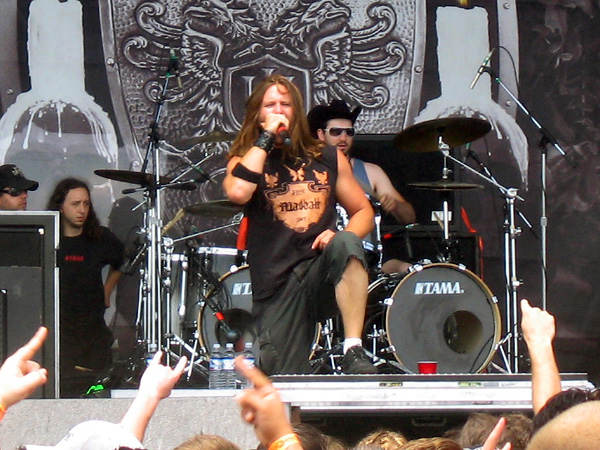
Unearth

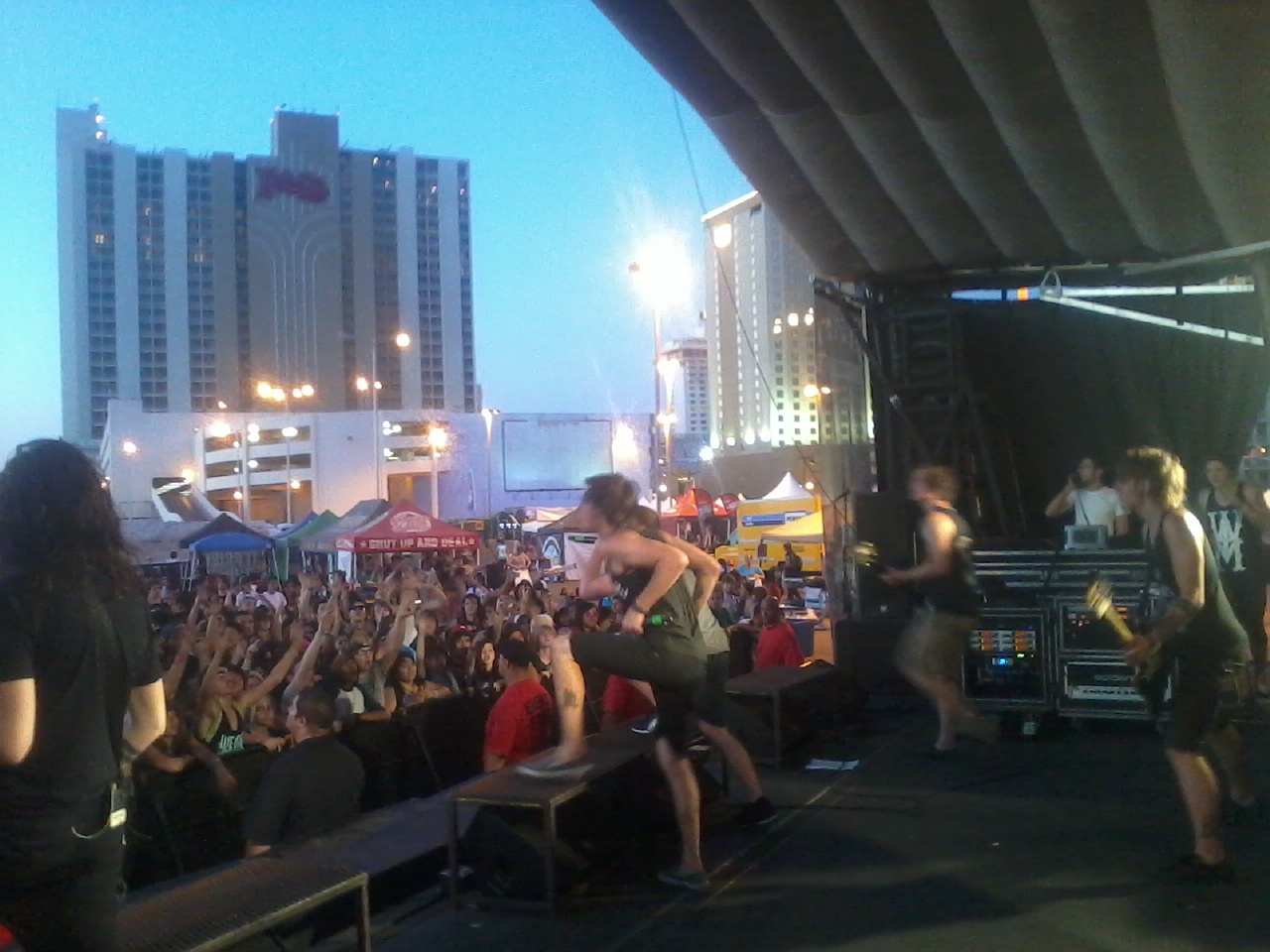
We Came as Romans

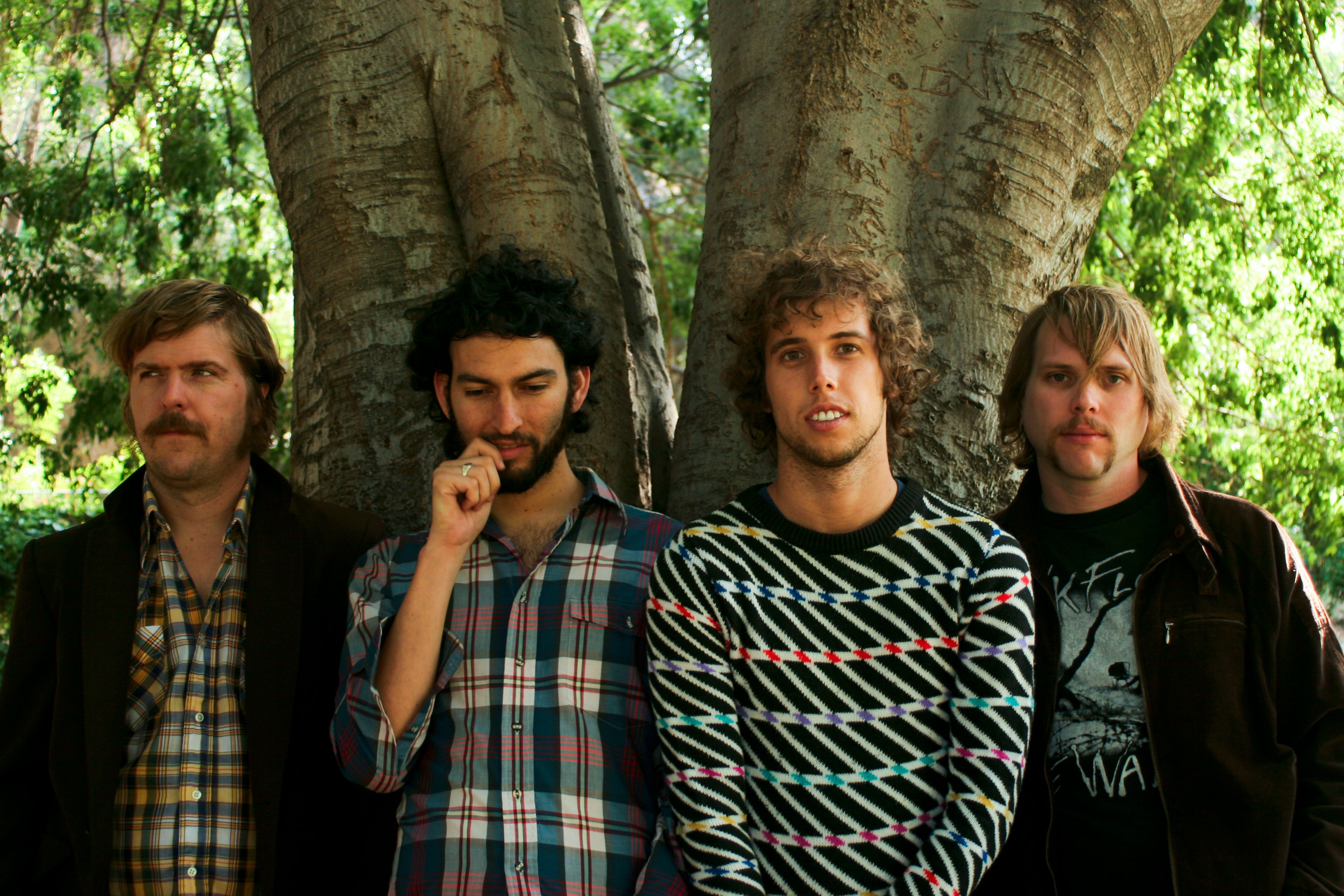
Horse the Band

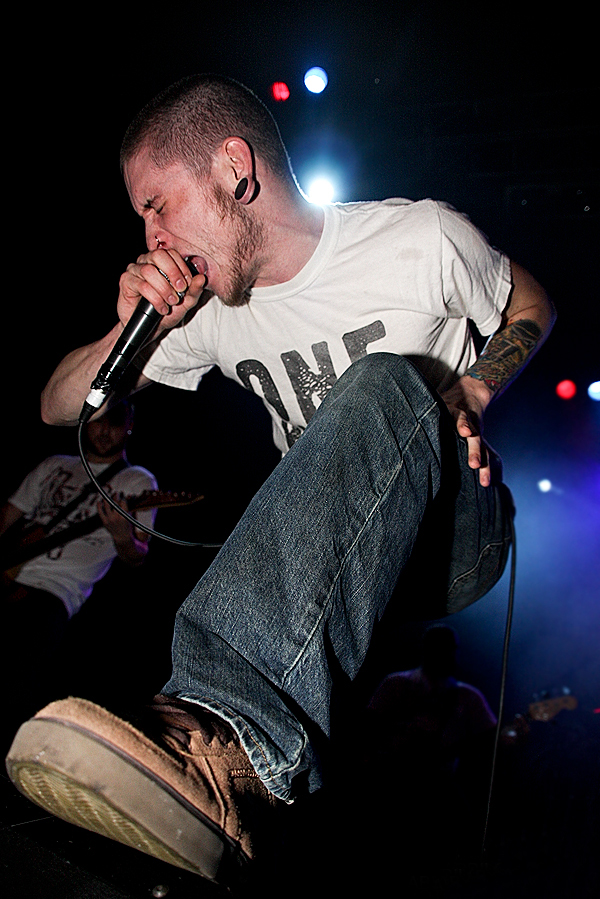
Phil Bozeman von Whitechapel

Bisher spielten 44 Bands auf der Impericon Never Say Die! Tour. Bisher spielten die australische Metalcore-Band Parkway Drive und die US-amerikanische Deathcore-Band Emmure am häufigsten auf dieser Tour. Comeback Kid, As Blood Runs Black, Despised Icon und Architects mit jeweils 2 Auftritten auf dieser Tour. Oceano aus den USA hätten normalerweise ebenfalls 2 Teilnahmen auf einer Never Say Die! Tour. Dies kam nicht zustande, da die Band 2011 eine Teilnahme an der Konzerttournee absagen mussten. Dafür wurde As Blood Runs Black gebucht, die ihre zweite Teilnahme an der Tour hatten. We Came as Romans werden auf der NSD!-Tour 2012 ebenfalls das zweite Mal auf dieser Tour teilnehmen (nach 2010). Mit At Dawn We Rage wird 2012 auch erstmals ein Dubstep-Musiker auf der Never Say Die!-Konzerttour spielen.
Am 12. Juni 2011 spielten Adept, Parkway Drive, Comeback Kid, Madball, Shai Hulud, Deez Nuts, Protest the Hero, The Haverbrook Disaster und We Set the Sun ein Open-Air-Konzert im Exzellenzhaus in Trier. Dieses Konzert fand ebenfalls unter dem Namen „Never Say Die!“ statt.
| Bands                    | Teilnahmejahr(e) | Anmerkung(en)                                                                            |
| ------------------------ | ---------------- | ---------------------------------------------------------------------------------------- |
| Parkway Drive            | 2007, 2008, 2010 | Meiste Teilnahmen an der Never Say Die!-Tour mit Emmure und Comeback Kid                 |
| Terror                   | 2007, 2014       |                                                                                          |
| Death Before Dishonor    | 2007             |                                                                                          |
| Cancer Bats              | 2007             |                                                                                          |
| Comeback Kid             | 2007, 2010, 2014 | Meiste Teilnahmen mit Emmure und Parkway Drive                                           |
| Soldiers                 | 2007             |                                                                                          |
| This Is Hell             | 2007             |                                                                                          |
| The Warriors             | 2007             |                                                                                          |
| Unearth                  | 2008             |                                                                                          |
| Despised Icon            | 2008, 2009       | Band aufgelöst, Musiker bei Obey the Brave aktiv                                         |
| Architects               | 2008, 2009       |                                                                                          |
| Protest the Hero         | 2008             |                                                                                          |
| Whitechapel              | 2008             |                                                                                          |
| As Blood Runs Black      | 2009, 2011       | Ersatz für Oceano auf der NSD! 2011                                                      |
| Horse the Band           | 2009             |                                                                                          |
| Oceano                   | 2009             | Auftritt 2011 wurde abgesagt                                                             |
| Iwrestledabearonce       | 2009             |                                                                                          |
| The Ghost Inside         | 2009             |                                                                                          |
| War from a Harlots Mouth | 2010             |                                                                                          |
| Bleeding Through         | 2010             |                                                                                          |
| Emmure                   | 2010, 2011, 2013 | Meiste Teilnahmen an der NSD! mit Parkway Drive und Comeback Kid                         |
| Your Demise              | 2010             |                                                                                          |
| We Came as Romans        | 2010, 2012       |                                                                                          |
| Madball                  | 2011             |                                                                                          |
| Suicide Silence          | 2011             |                                                                                          |
| Deez Nuts                | 2011             |                                                                                          |
| The Word Alive           | 2011             |                                                                                          |
| The Human Abstract       | 2011             |                                                                                          |
| Stick to Your Guns       | 2012, 2014       |                                                                                          |
| For the Fallen Dreams    | 2012             |                                                                                          |
| Blessthefall             | 2012             |                                                                                          |
| The Browning             | 2012             |                                                                                          |
| Obey the Brave           | 2012, 2014       |                                                                                          |
| At the Skylines          | 2012             |                                                                                          |
| At Dawn We Rage          | 2012             | Erster Musiker bei der Tour, die Dubstep spielt.                                         |
| I Killed the Prom Queen  | 2013             | Erste Teilnahme an der NSD!-Tour, erste Europatour seit Comeback                         |
| Northlane                | 2013             | Erste Teilnahme an der NSD!-Tour, erste Europatour überhaupt                             |
| Betraying the Martyrs    | 2013             |                                                                                          |
| Hand of Mercy            | 2013             | Erste Teilnahme an der NSD!-Tour, Ersatz für Rise of the Northstar                       |
| Hundredth                | 2013             |                                                                                          |
| Carnifex                 | 2008, 2013       | Zweite Teilnahme an der NSD!-Tour, erste Europatour seit Comeback, Ersatz für Miss May I |
| Capsize                  | 2014             |                                                                                          |
| More Than a Thousand     | 2014             |                                                                                          |
| No Bragging Rights       | 2014             |                                                                                          |
| The Amity Affliction     | 2015             |                                                                                          |
| Defeater                 | 2015             |                                                                                          |
| Being as an Ocean        | 2015             |                                                                                          |
| Fit for a King           | 2015             |                                                                                          |
| Cruel Hand               | 2015             |                                                                                          |
| Burning Down Alaska      | 2015             |                                                                                          |

## Gegenwart
Die Impericon Never Say Die! Tour zählt neben der Hell on Earth zu den bekanntesten Konzertreisen in Europa. Merchandising-Artikel werden hauptsächlich über den Online-Versandhandel Impericon vertrieben. Eine Karte kostet zwischen 24 € und 29 €. Konzerte der Tour finden in größeren Clubs statt, die zwischen 1000 und 2000 Besucher fassen können. 2011 waren die Shows in Köln und Antwerpen ausverkauft.
Häufig wurde in den letzten Jahren die Bandbesetzungen der einzelnen Tourneen durch Avocado Booking kritisiert, häufig von Fans der Hardcore-Punk-Szene. Allerdings fand diese Kritik hauptsächlich in Internetforen oder auf sozialen Netzwerken wie Facebook statt.